# Banque populaire
Pour les articles homonymes, voir Banque populaire (homonymie).
Le groupe Banque populaire est un groupe bancaire et financier de forme coopérative, composé des Banques populaires régionales (dont la BRED), ainsi que de la Banque fédérale des banques populaires, organe central du groupe jusqu'en 2009, année de pertes historiques. À cette date, les Banques populaires fusionnent leur organe central avec celui des Caisses d'épargne françaises, pour former le groupe BPCE. Banque populaire devient une marque de ce groupe.

## Histoire

### Des origines coopératives vers la création d'un groupe bancaire
Ce groupe de forme coopérative (relevant de l'économie sociale ou mutualiste) a été fondé à Angers en 1878, avec le souci de procurer aux entrepreneurs individuels (artisans, commerçants, professions libérales, PME…) l'offre de services bancaires que leur refusaient, souvent, les grandes banques commerciales.
En 1917, Étienne Clémentel le ministre du commerce, de l'industrie, des Postes et des Télégraphes de l'époque exerce un rôle de tout premier plan dans l'histoire des Banques populaires. Partant du constat des lacunes du système bancaire qui ne permet pas d'accompagner la reconstruction économique de la France d'après guerre, il fait voter la loi du 13 mars 1917 associée à son nom, sur l'organisation du crédit au commerce et à l'industrie. Cette loi va donner officiellement naissance aux Banques Populaires en les dotant d'un statut coopératif. Elle créera également les Sociétés de Caution Mutuelle. En imposant une vision économique audacieuse, basée sur la coopération et la solidarité, cette loi a permis aux artisans, commerçants et petits industriels d'accéder au crédit bancaire.
En 1921, la Caisse centrale des Banques populaires (CCBP) est créée.
En 1929, la Chambre syndicale des banques populaires (CSBP) se met en place sous la présidence d'Étienne Riché.
En 1964, la CASDEN est créée pour le personnel de l'Éducation nationale, de la recherche et de la culture. En 1970, c'est au tour de l'ACEF d'être créée, pour les fonctionnaires.
En 1996, Natexis Banques populaires est fondée. La Caisse centrale des Banques populaires devient la Banque fédérale des Banques populaires (BFBP). La Chambre syndicale des banques populaires (1929-1999) est dissoute.
En 2002, la Banque populaire acquiert Coface. Le Crédit coopératif entre au capital de la Banque Fédérale des Banques populaires et devient une société mère de ce groupe bancaire coopératif.
En mars 2006, un rapprochement est annoncé avec le groupe Caisse d'épargne. Cette fusion est dans un premier temps limitée au périmètre de la banque d'investissement et concerne donc les filiales Ixis de la Caisse d'épargne et Natexis des Banques populaires. Le rapprochement a eu lieu le 25 octobre 2006 par la mise sur le marché de Natixis. Dominique Ferrero dirige cette société commune.
En octobre 2007, la direction du groupe est réorganisée ; Bruno Mettling, arrivé des Caisses d'épargne en 2004, prend la direction générale, sous l'autorité de Philippe Dupont.
En 2007, la Banque populaire acquiert Foncia et son réseau de 300 cabinets, soit 61 % du capital, payé 40 € par action. Bruno Mettling prend la présidence de Foncia. Cette participation sera soldée en novembre 2014. La même année 2007, l'ASE (Autonomie et solidarité pour les étudiants) est créée.
Le 2 juillet 2008, 7 banques régionales, filiales du groupe HSBC, sont rachetées pour un coût de 2.1 milliards d'euros. Elles représentent près de 400 agences : Société marseillaise de crédit, (145 agences, revendues en 2010 au Crédit du Nord) ; Banque Chaix (68 agences), Banque de Savoie (59 agences), Crédit commercial du Sud-Ouest (56 agences), Banque Dupuy de Parseval (47 agences), Banque Pelletier (13 agences), Banque Marze (12 agences). Au total ces banques ont 2 950 salariés, 487 000 clients dont 62 000 professionnels, et un résultat net de 100 millions d'euros.

### La crise financière de 2008 emporte le groupe Banque populaire
Les fautes de gestion consécutives à la crise économique mondiale des années 2008 et suivantes vont enfoncer la Banque populaire,,.
Les 24 et 26 février 2009, le conseil d’administration de la Banque fédérale des banques populaires (BFBP) et le conseil de surveillance de la Caisse nationale des caisses d’épargne et de prévoyance (CNCE), ont « approuvé les principes du rapprochement des deux organes centraux, devant conduire à la naissance du deuxième groupe bancaire français » (signature définitive de l'accord de fusion prévu avant la fin du 1er semestre 2009). Ce processus a abouti à une fusion de ces deux holdings le 24 juin de cette année. La nouvelle entité, dont le nom est BPCE, devient le deuxième groupe bancaire français,.
Cette décision matérialise la fin du groupe Banque populaire, désormais une marque commerciale insérée dans BPCE.
Les deux groupes entérinent le 26 février 2009 l'arrivée à leur tête de François Pérol, ancien secrétaire général adjoint de la présidence de la République. Il prend ses fonctions le 2 mars 2009,. Il démissionne de ses fonctions le 26 avril 2018 et est nommé associé-gérant chez Rothschild & Co Gestion le lendemain, ainsi que co-président du comité exécutif de la banque (avec effet le 1er septembre 2018). Laurent Mignon lui succède.
L’État injecte plus de cinq milliards d’euros pour sauver les actifs des Banques Populaires, prenant temporairement quelque 20 % du capital du nouveau groupe. Philippe Dupont devient alors président du conseil de BPCE. Bruno Mettling quitte l'entreprise, pour rejoindre Orange. Dominique Ferrero est démis de ses fonctions de directeur général de Natixis et reste comme conseiller du président,.

### Banque populaire à l'intérieur du groupe BPCE

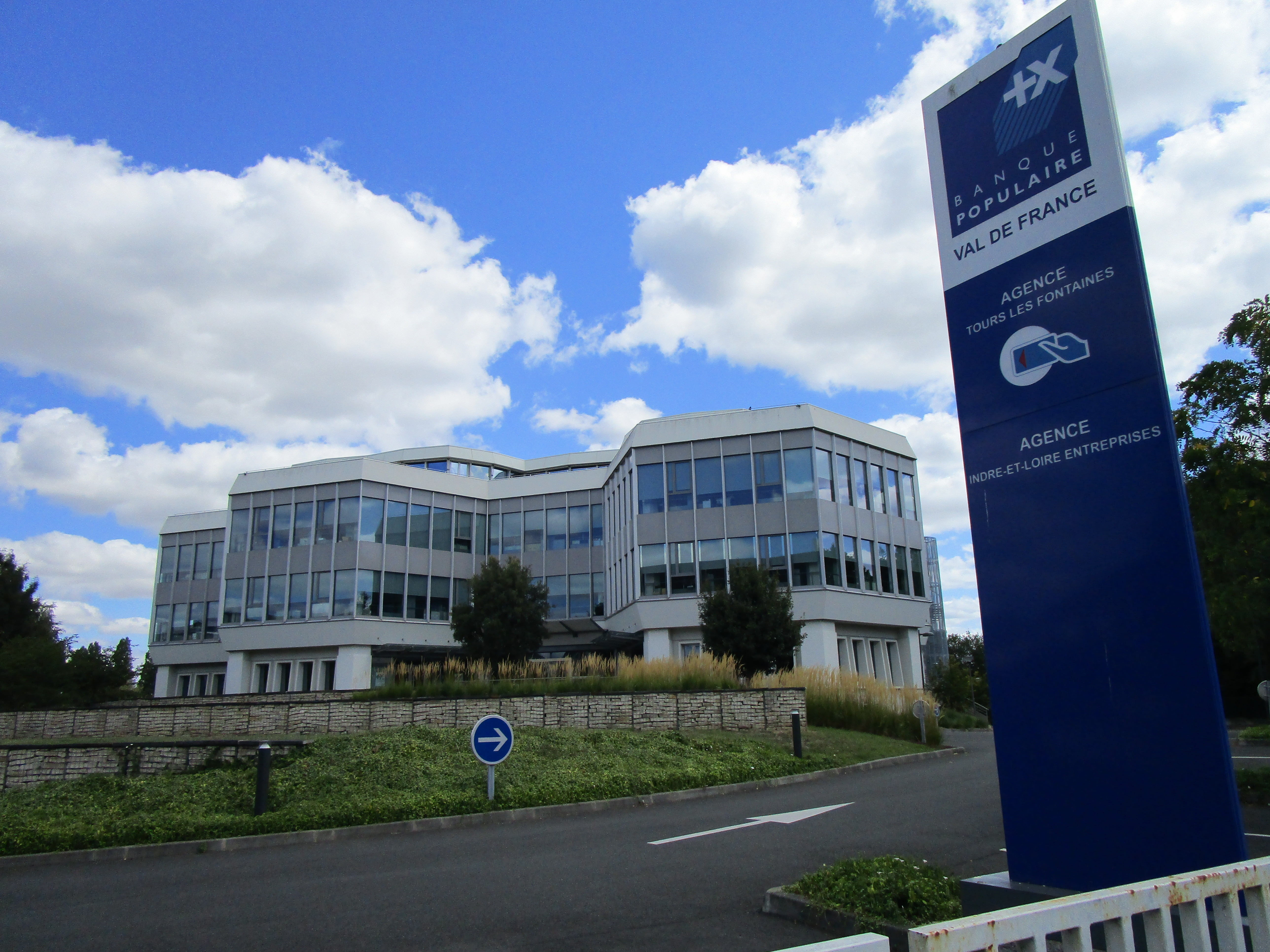
Siège social de la Banque populaire Val de France, dans le quartier des Fontaines de Tours.

En 2009 également, la Fédération nationale des Banques populaires est constituée sous la forme d'une association régie par la loi de 1901. Elle rassemble les établissements de crédit régionaux utilisant la marque Banque populaire.
En 2011, la Banque populaire du Sud-Ouest et la Banque populaire du Centre Atlantique fusionnent leurs activités. La Banque populaire du Sud-Ouest intègre davantage les marques banque Pelletier et CCSO. La nouvelle entité est appelée Banque populaire Aquitaine Centre Atlantique.
En janvier 2012, Philippe Dupont quitte la présidence du groupe BPCE, et le groupe. En 2012, les 155 dirigeants de BPCE, incluant ceux des banques populaires, ont perçu une rémunération moyenne annuelle supérieure à 257 000 euros.
Le 28 novembre 2014, la Banque populaire d'Alsace et la Banque populaire Lorraine Champagne fusionnent juridiquement, après une approbation de 98 % des sociétaires. La nouvelle entité, Banque populaire Alsace Lorraine Champagne, possède son siège à Metz.
En mars 2016, la Banque populaire des Alpes, la Banque populaire de Loire et Lyonnais et la Banque populaire du Massif central entrent en discussion pour fusionner leurs activités. La fusion est effective en décembre 2016 sous le nom de Banque populaire Auvergne Rhône Alpes.
Le 22 novembre 2016, la Banque populaire Méditerranée voit le jour à la suite de la fusion de la Banque populaire Côte d’Azur, de la Banque populaire provençale et corse et de la Banque Chaix.
À la suite des assemblées générales extraordinaires des sociétaires tenues le 5 décembre 2017 et ayant validé le projet de fusion-absorption, la Banque populaire Atlantique, la Banque populaire de l’Ouest, le Crédit maritime Atlantique et le Crédit maritime Bretagne-Normandie sont regroupées sous le nom de Banque populaire Grand Ouest[réf. souhaitée].

## Activités
Les Banques populaires sont restées très implantées dans le secteur de l'entreprise, avec environ une PME sur trois, en France, cliente du groupe[réf. nécessaire]. Natixis complète cette approche, avec une clientèle de grands groupes industriels et commerciaux, en France comme à l'étranger. Les Banques populaires se placent également comme "la première banque" des marins-pêcheurs, la banque d'un enseignant sur deux, d'un artisan sur trois, et de plus de 150 000 associations en France. Elles détiennent des positions commerciales faibles auprès de la clientèle des particuliers, tant grand public, jeunes, que clients patrimoniaux (« privés »)[réf. nécessaire].

### Vocation régionale
De leurs origines, les Banques populaires ont conservé la pratique d’une activité bancaire marquée par la dimension régionale. Cet ancrage régional est renforcé par le fait que les administrateurs des Banques populaires entretiennent des relations étroites avec les organisations socioprofessionnelles locales et les organismes consulaires. Par ailleurs, les clients sociétaires participent au capital (statut coopératif). Ils sont ainsi les garants de l’indépendance de leur banque et lui apportent les moyens de son développement. Cette organisation régionale, matérialisée par des « territoires » attribués aux établissements de crédit opérant sous la marque "Banque populaire", s'est trouvée foncièrement perturbé par le développement de la banque à distance, notamment en ligne, depuis le début des années 2000. Ce principe d'organisation s'est également montré peu propice au développement international[réf. nécessaire].

### Réseau des Banques populaires en chiffres, à début 2018
- 14 Banques populaires (12 Banques populaires régionales, la CASDEN et le Crédit coopératif)
  - Banque populaire Alsace Lorraine Champagne
  - Banque populaire Aquitaine Centre Atlantique
  - Banque populaire Auvergne-Rhône-Alpes
  - Banque populaire Bourgogne-Franche-Comté
  - BRED Banque populaire
  - Banque populaire du Nord
  - Banque populaire du Sud
  - Banque populaire Grand Ouest
  - Banque populaire Méditerranée
  - Banque populaire Occitane
  - Banque populaire Rives de Paris
  - Banque populaire Val de France
- environ 8 900 000 clients (particuliers, TPE/PME, entreprises, associations) ;
- dont environ 3 900 000 sociétaires ;
- environ 3 330 agences en France.

## Fédération nationale des Banques populaires
La Fédération nationale des Banques populaires est une association, créée sous l’impulsion des présidents et directeurs généraux du réseau Banque populaire lors de la création du groupe BPCE. Son action émane des orientations données par cinq commissions de travail, composées chacune d’entre elles de quatre présidents et de quatre directeurs généraux. Les thématiques abordées sont nombreuses et concernent tout à la fois le développement coopératif, le sociétariat, la gouvernance des Banques populaires ou leur engagement sociétal[réf. nécessaire].

## Identité visuelle
À leur création les Banques populaires choisissent pour emblème un coq, symbole national. Il restera au centre des différentes identités utilisées entre 1918 et 1972.
En combinant le signe plus « + » et le signe de croix de multiplication « × » en 1972, les Banques populaires ont voulu signifier que l’addition des forces de chacun multiplie l’efficacité de l’ensemble.
Cet emblème s’est enrichi en 1987 de signes nouveaux qui symbolisent le caractère fédératif du Groupe. Des lignes autonomes se réunissent dans un ensemble « pour donner un sens communautaire et dynamique représentatif d’un grand groupe à l’esprit d’entreprise ».
À partir de 1995, le logo intègre le nom Banque populaire. La banque choisit alors de mettre son nom en valeur.
En 2018, le logo emblématique depuis 1987 est modernisé dans une version épurée « plus lisible et plus visible, il s’inscrit résolument dans la modernité ».

Ancien logo de 1972 à 1987
Ancien logo de 1987 à 1995
Ancien logo de 1995 à 2011
Ancien logo du 15 juin 2011 au 23 septembre 2018
Logo actuel depuis le 23 septembre 2018

Slogans à travers le temps
- 1972 : « Plus et mieux. Pour vous »
- 1983 : « La banque de ma vie »
- 1990 : « Nous ne sommes pas populaires sans raison »[35].
- « La banque de ceux qui entreprennent leur vie »
- janvier 2003 - 2011 : « Banque et Populaire à la fois » [36]
- 15 juin 2011 - 14 décembre 2014 : « La banque qui donne envie d'agir » [37]
- 14 décembre 2014 - 23 septembre 2018 : « Additionner les forces, multiplier les chances. »[38],[39].
- depuis le 23 septembre 2018 : « La réussite est en vous »

## Mécénat et sponsoring

### Voile

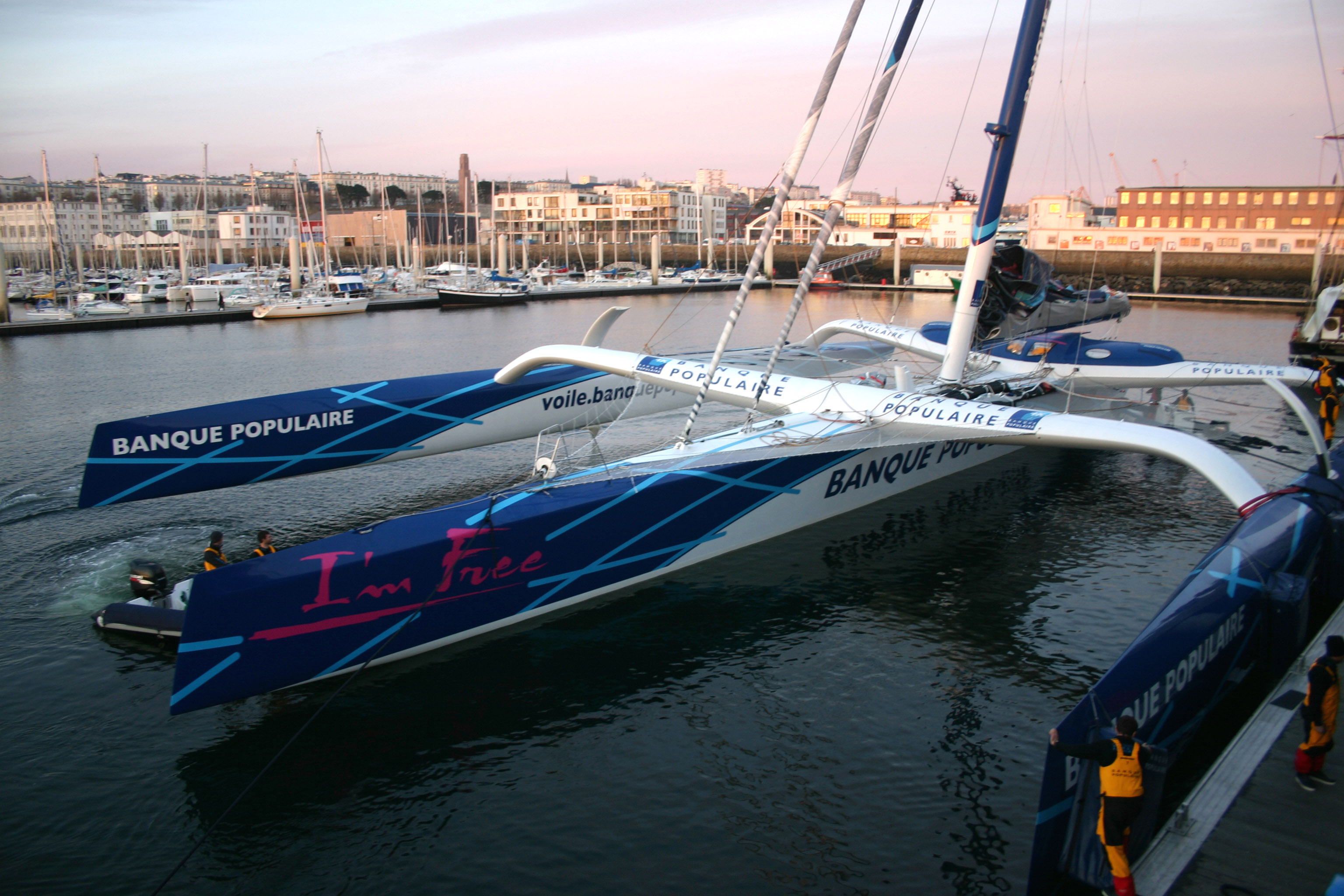
Trimaran Maxi Banque populaire V

Depuis 1990, le groupe Banque populaire, puis la marque à partir de 2009, est présent dans l'univers de la voile sportive :
- partenaire de la fédération française de voile ;
- sponsor de Pascal Bidégorry et du trimaran Banque populaire IV qui participe au championnat du monde des multicoques ;
- sponsor de Jeanne Grégoire et du monocoque Figaro Banque populaire en lice pour le circuit Figaro Bénéteau ;
- sponsor de Faustine Merret, médaille d’or en planche à voile Mistral aux Jeux olympiques d'été de 2004 à Athènes (Grèce) ;
- partenaire de l'association Éric-Tabarly depuis l'année 2003, le groupe Banque populaire participe à l'entretien de la flotte ;
- en 2008, le groupe baptise son trimaran à Nantes le Maxi Banque populaire V ;
- sponsor d'Armel Le Cléac'h à partir de 2011 ;
- sponsor de Clarisse Crémer à partir de 2018.

En février 2023, la marque Banque Populaire altère son image. Clarisse Crémer accouche en novembre 2022. Le 2 février 2023, le Team Banque Populaire annonce se séparer de Clarisse Crémer pour confier son nouvel IMOCA à un autre skipper pour le Vendée Globe. Clarisse Crémer critique publiquement ce choix ainsi que sa motivation, soulignant le frein pour l'insertion des femmes dans le sport de haut niveau : « Ils [Banque Populaire] sont prêts à assumer le risque d’un trimaran géant, et tous les aléas naturels, techniques et humains liés à la course au large, mais visiblement pas celui de la maternité ».

## Affaires judiciaires
- En juin 2012, la Banque populaire des Alpes est condamnée par la Commission des sanctions de l'ACPR pour grave défaut de vigilance ou de carences dans ses procédures internes, en matière de lutte contre le blanchiment et contre le financement du terrorisme[41]. Elle acquitte une amende de 200 000 euros.
- En janvier 2013, la Banque populaire de la Côte d'Azur est condamnée par la Commission des sanctions de l'ACPR pour ses carences nombreuses affectant plusieurs aspects essentiels de la lutte contre le blanchiment et contre le financement du terrorisme (LCB-FT)[42]. Elle est sanctionnée d'une amende de 500 000 euros.
- En 2013, la Banque populaire des Alpes est condamnée à indemniser un client auquel elle avait vendu des titres de sa filiale Natixis[43].
- En avril 2015, des audits approfondis sont conduits chez Natixis Asset Management, notamment de la part de l'Autorité des marchés financiers, à propos de « réserves » occultes qui auraient été constituées via l'épargne d'investisseurs dans des fonds à formule gérés par cette société filiale des Banques Populaires. Selon Mediapart, près de 100 millions euros auraient été prélevés sur des fonds à formule, outre des anomalies dans leurs méthodes de gestion[44], alors que l'Agefi relève pour sa part qu'un audit externe réalisé par le cabinet Ernst&Young « n’aurait pas mis au jour d’irrégularités graves »[45].

En 2017, l'excès de commissions prélevées par cette filiale de BPCE au détriment des clients des Banques populaires, et des Caisses d'épargne, fait l'objet d'une demande de sanction financière qualifiée de « record »,.
- En juillet 2015, la trop grande proximité entre sphère publique et sphère privée s'illustre avec le procès d'un dirigeant de banque française, François Pérol. Ce dernier préside le directoire du groupe BPCE, qui détient l'enseigne Banque populaire. Son procès offre l'occasion de décrire « un système poreux entre sphère privée et sphère publique »[48] selon les journalistes[49], ou, plus substantiellement, de dénoncer la proximité malsaine entre les grands corps de l'État et les banques[50].